# John William Lubbock
John William Lubbock, terzo Baronetto (Westminster, 26 marzo 1803 – 21 giugno 1865) è stato un banchiere, astronomo e matematico britannico.
Fu educato dapprima presso l’Eton College e, successivamente, studiò presso il Trinity College a  Cambridge laureandosi nel 1825 e divenendo, nello stesso tempo, socio nella banca paterna Lubbock & Co. Nel 1833 sposò Harriet Hotham dalla quale ebbe undici figli. Nel 1828 divenne membro della Royal Astronomical Society e nel 1829 membro della Royal Society, descritto come uno tra i primi tra i matematici britannici ad adottare la teoria delle probabilità di Pierre-Simon Laplace e ricevendo la Royal Medal  per i suoi studi sulle maree nel 1834. Fece anche parte della  Society for the Diffusion of Useful Knowledge a partire dal 1829. Fu per due volte tesoriere (1830–35, 1838–45) e tre volte Vice-Presidente  (1830–35, 1836–37, 1838–46) della Royal Society. Fu il primo Vice-Chancellor della Università di Londra dal 1837 a 1842 mentre nel 1852 fu nominato High Sheriff of Kent.
A Sir John William Lubbock  la UAI ha intitolato il cratere lunare Lubbock.